# Bemisia shinanoensis
Bemisia shinanoensis es un hemíptero de la familia Aleyrodidae, con una subfamilia: Aleyrodinae.
Fue descrita científicamente por primera vez por Kuwana en 1922.